# جورج فيشر (سياسي نيوزلندي)
جورج فيشر (بالإنجليزية: George Fisher)‏ هو سياسي نيوزلندي، ولد في 25 ديسمبر 1843، وتوفي في 14 مارس 1905. انتخب وزير التعليم ‏ وانتخب عضو مجلس النواب نيوزيلندا عن دائرة Wellington (New Zealand electorate) ‏ (1890 – 1893).